# Rosiers-de-Juillac
Rosiers-de-Juillac is een gemeente in het Franse departement Corrèze in de regio Nouvelle-Aquitaine en telt 194 inwoners (1999). De plaats maakt deel uit van het arrondissement Brive-la-Gaillarde.

## Geografie
De oppervlakte van Rosiers-de-Juillac bedraagt 10,0 km², de bevolkingsdichtheid is 19,4 inwoners per km².
De onderstaande kaart toont de ligging van Rosiers-de-Juillac met de belangrijkste infrastructuur en aangrenzende gemeenten.

## Demografie
Onderstaande figuur toont het verloop van het inwonertal (bron: INSEE-tellingen).